# Pseudosynagelides australensis
Pseudosynagelides australensis là một loài nhện trong họ Salticidae. Loài này được phát hiện ở Queensland.